# キム・マンドク〜美しき伝説の商人
『キム・マンドク〜美しき伝説の商人』（キム・マンドク うつくしきでんせつのしょうにん、原題: 巨商 金萬徳、ハングル: 거상 김만덕）は、2010年、韓国KBSで放送されたテレビドラマ。全30話。日本では字幕版を衛星劇場で2010年12月5日に第1話のみ「先行プレミア」として放送、同年12月22日からレギュラー放送。DVDでも2011年5月から7月にかけてリリースされた。また、日本語吹替版をテレビ東京の「韓流プレミア」枠で2014年1月14日から放送した。その後、同じ日本語吹替版をNHK BSプレミアムで放送した際の邦題は『美しき伝説の商人〜キム・マンドク〜』。

## 概要
18世紀末から19世紀初頭の李氏朝鮮時代に実在した済州島の女性商人で、妓生から身を興し巨万の富を得て、飢饉に瀕した島民に食料を与えて救い、その褒美としてついに国王への謁見を許された金萬徳（キム・マンドク、1739年 - 1812年）の生涯を描いた作品。主演は『明成皇后』のイ・ミヨン（李美妍）。

## 出演
- キム・マンドク（金萬徳）／ホン：イ・ミヨン（子役：シム・ウンギョン）
- オ・ムンソン（オ・マクスン）：パク・ソルミ（子役：チュ・ダヨン）
- チョン・ホンス：ハン・ジェソク（子役：チェ・ジハン）
- カン・ユジ：ハ・ソクジン
- ホンの師匠（キム尚宮）：コ･ドゥシム
- カン・ゲマン：キム・ガプス
- チョン・ドウン：キム・ビョンギ
- オ執事：キム・ギュチョル
- ミョヒャン：キム・ソンギョン
- トンア：キム・チョルギ
- キム・ウンリョル（金應烈）：チェ・ジェソン
- コ・ソクチュ：ソン・ヨンテ
- チェ・ナムグ：キム・ミョングク
- ペク・ソレ：チョン・イェソ
- ム・メンダル：チョン・ジョンジュン
- ウノン：チェ・ジヨン
- 正祖：チョ・ソンハ